# كورت بيكر (لاعب كرة قدم أمريكية)
كورت بيكر (بالإنجليزية: Kurt Becker) هو لاعب كرة قدم أمريكية أمريكي، ولد في 22 ديسمبر 1958 في أورورا في الولايات المتحدة.

## وصلات خارجية
- كورت بيكر على موقع مرجع كرة القدم المحترفة.كوم (الإنجليزية)